# Danh sách nghệ sĩ indie rock
Đây là danh sách các nghệ sĩ indie pop. Ban nhạc được liệt kê theo chữ cái đầu tiên trong tên của họ (không bao gồm các chữ cái the, a,...). Ca sĩ riêng biệt được xếp theo chữ cái đầu tiên trong họ của họ.
Đây là một danh sách chưa hoàn tất, và có thể sẽ không bao giờ thỏa mãn yêu cầu hoàn tất. Bạn có thể đóng góp bằng cách mở rộng nó bằng các thông tin đáng tin cậy.

## 0–9
- 764-HERO
- The 88
- The 1975
- 1990s

## A
- Aberdeen City
- Absolute Whores
- The Academy Is...[1]
- Action Action
- Steve Adey
- Adorable
- The Afghan Whigs[2]
- The Ailerons
- Air Miami[2]
- Airhead
- The Airborne Toxic Event
- Alabama Shakes
- The Alice Rose
- All-Time Quarterback
- All Tomorrow's Parties
- Aloha
- Alterkicks
- Alt-J
- Amber Smith
- Ambulance LTD
- American Analog Set[3]
- American Authors
- An Horse
- Anamanaguchi
- Anathallo
- ...And You Will Know Us by the Trail of Dead
- Erika M. Anderson
- Kyle Andrews
- Animal Collective
- Animal Kingdom
- The Anniversary
- The Antlers
- Apostle of Hustle
- The Apples in Stereo
- The Appleseed Cast
- The Aquarium
- Arab Strap
- Arcade Fire[4]
- Arctic Monkeys[4]
- Archers of Loaf[2]
- Architecture in Helsinki
- Area 11
- Art Brut
- Asian Kung-Fu Generation
- As Cities Burn
- Asobi Seksu
- Athlete
- Atlas Genius
- Augie March
- Austin TV
- Augustana
- The Autumn Defense
- The Avett Brothers
- The Avalanches
- Avantgarde
- Avey Tare
- Avi Buffalo
- Anni B Sweet
- Au Revoir Simone
- Awolnation

## B

### Ba–Bm
- Babyshambles
- Bad Books
- The Badgeman
- Badly Drawn Boy
- Band of Horses[4]
- Band of Skulls
- Baptist Generals
- Bat for Lashes[5]
- Battle
- David Bazan
- Beach House
- Beady Eye
- The Beat
- Beat Crusaders
- Beat Happening[2]
- Beatnik Turtle
- Beatsteaks[5]
- Beck[5]
- The Bees
- Beirut
- Bellini
- Bell X1[5]
- Brendan Benson
- Best Coast
- Beta Band
- Bettie Serveert[3]
- Between The Trees
- Beulah[4]
- The Bevis Frond[3]
- Be Your Own Pet
- Big Black[2]
- Big Flame
- Big Japan
- The Big Pink
- The Big Sleep
- Andrew Bird
- Birdmonster
- Bishop Allen
- Bitch Magnet[2]
- The Black Angels
- Black Box Recorder
- Black Camaro
- The Black Heart Procession
- The Black Keys[5]
- Black Kids
- The Black Lips
- Black Rebel Motorcycle Club
- Black Tie Dynasty
- Blackmail
- Blind Pilot
- Bloc Party
- Blonde Redhead[2]
- Blood Red Shoes
- The Bluetones
- Blur

### Bn–Bz
- The Boggs
- The Bohemes
- Bombay Bicycle Club
- Bon Iver[5]
- Bonaparte
- The Books
- Born Ruffians
- Boss Hog[3]
- Bound Stems
- The Boxer Rebellion
- Boy
- Brainiac[3]
- Brand New
- The Bravery
- Breathe Owl Breathe
- Brian Garth
- The Brian Jonestown Massacre
- Bright Eyes
- Brite Futures
- British Sea Power
- Broken Bells
- Broken Spindles
- Broken Social Scene
- Bromheads Jacket
- The Brother Kite
- The Brothers Martin
- Cary Brothers
- Ian Brown
- The Brunettes
- Jake Bugg
- Built to Spill[2]
- Butterglory[2]
- Butthole Surfers

## C

### Ca–Cm
- Cable
- Catherine
- Caesars
- Cajun Dance Party
- Cake
- Calexico[5]
- Brendan Canning
- Cansei de Ser Sexy
- The Cape May
- The Cape Race
- Cap'n Jazz
- The Capricorns
- Carissa's Wierd
- Neko Case
- Castor
- Cat Power
- The Charlatans
- Charlie Straight
- Chavez[2]
- Chester French
- Chikita Violenta
- Chisel
- Circa Survive
- Circulatory System
- Citizens Here and Abroad
- Clap Your Hands Say Yeah
- Clearlake
- The Clientele
- Clinic
- Cloud Cult
- The Cloud Room

### Cn–Cz
- CocoRosie[5]
- The Coctails[3]
- Cocteau Twins
- Codeine[3]
- Cold War Kids
- Paul Collins
- The Comas
- Come[2]
- Common Rotation
- Company of Thieves
- Consafos
- Jack Conte
- Constantines
- Contrived
- Controller.controller
- Controlling the Famous
- Cookie Duster
- Cop Shoot Cop[3]
- Copeland
- The Coral
- The Coral Sea
- Cornershop
- Amy Correia
- Matt Costa
- The Courteeners
- Cows[3]
- Graham Coxon
- The Crabs[3]
- The Cranberries
- The Cribs
- Criteria
- Crooked Fingers
- The Crookes
- Crystal Antlers
- Crystal Castles
- Crystal Skulls
- Crystal Fighters
- Cub[3]
- Cud
- Cuff the Duke
- Cults
- Cursive
- Cut Off Your Hands
- Cymbals Eat Guitars

## D
- Daphne Loves Derby
- Dappled Cities
- Dark Stares
- Darker My Love
- Daughter
- Dawn of the Replicants
- Deakin
- The Dears
- Dear and the Headlights
- The Dear Hunter
- Death Cab for Cutie[5]
- Deas Vail
- The Decemberists[5]
- Deerhunter
- Deer Tick
- Delays
- Delta Spirit
- Denali
- Department of Eagles
- The Departure
- Desaparecidos
- Destroyer
- Detachment Kit
- dEUS
- Kevin Devine
- The Diableros
- The Dinner Is Ruined
- Dinosaur Jr.[3]
- Dirty Pretty Things
- Dirty Projectors
- The Dismemberment Plan
- The Displacements
- The Dodos
- Dogs
- Dogs Die in Hot Cars
- Dom
- Charles Douglas
- Doves
- Dr. Dog
- Dressy Bessy
- Drowners
- The Drums
- Heather Duby
- The Dudes
- Duotang
- The Dykeenies
- Dwarves[2]

## E
- Eagle Seagull
- Earlimart
- The Early November
- Echo Orbiter
- Edison Glass
- Editors[4]
- Edward Sharpe and the Magnetic Zeros
- Eels
- Efterklang
- Eggs[3]
- Eisley
- Elastica
- Elbow
- The Elected
- Electrasy
- Electrelane
- Electric President
- The Electric Soft Parade
- Elefant
- Eleventh Dream Day[3]
- Elf Power
- Elliott Brood
- Empire of the Sun
- The Enemy
- Enon
- Erase Errata
- Eric's Trip[2]
- The Essex Green
- Even
- The Evens
- Evermore
- Ewert and the Two Dragons
- Explosions in the Sky
- EZ Basic

## F
- The Fall[5]
- Farrah[6]
- The Faint
- Fair To Midland
- Faker
- Fake Problems
- Fanfarlo
- Far
- The Fashion
- Fastbacks[2]
- Feeder
- Feeding Fingers
- Fiction Plane
- Fields
- Film School
- Finest Hour
- Liam Finn
- Fitz and The Tantrums
- The Flaming Lips
- Fleet Foxes
- Florence and the Machine
- Foals
- The Folk Implosion[3]
- Forgive Durden
- Foster the People
- The Format
- Fotos
- The Frank and Walters
- Franz Ferdinand[5]
- The Fratellis
- French Kicks
- Freelance Whales
- The Fresh & Onlys[5]
- Freshlyground
- Friendly Fires
- Frightened Rabbit[5]
- Friska Viljor
- Fuck[2]
- Fugazi
- Fun.
- Funeral Party
- Funk Trek
- Further Seems Forever
- The Futureheads

## G
- Galaxie
- Galaxie 500[3]
- Galileo Galilei
- The Gamits
- The Gaslight Anthem
- Gatsbys American Dream
- General Fiasco
- Generationals
- Geneva
- Geographer
- Geologist
- The Get Up Kids
- Jenn Ghetto
- Ghostwood
- Giant Drag
- Girl in a Coma
- Girls
- Girls Against Boys[3]
- The Go! Team
- Glasvegas
- Go Radio
- Godspeed You! Black Emperor
- The Golden Dogs
- The Golden Seals
- Gomez
- The Good Life
- Good Shoes
- Goon Moon
- The Gossip[4]
- The Go-Betweens
- Gotye
- Graffiti6[5]
- Grandaddy
- Grand Archives
- The Grates
- Adam Green
- Anthony Green
- Grifters[3]
- Grizzly Bear[4]
- Grouplove
- Guided by Voices[2]
- Guster
- Jim Guthrie
- Guv'ner[3]

## H
- Emily Haines
- Half Japanese[2]
- Half Moon Run
- The Halo Benders[3]
- Albert Hammond, Jr.
- Handsome Furs
- Happy Mondays
- Hard-Fi
- The Hard Lessons
- PJ Harvey
- Juliana Hatfield
- Haven
- Gemma Hayes
- Headlights
- Headphones
- Headswim
- Heavens
- Thee Heavenly Music Association
- Heavy Stereo
- Hefner
- The Helio Sequence
- Helium[3]
- Help She Can't Swim
- Henry's Dress[3]
- Henry's Final Dream
- Her Space Holiday
- Heypenny
- Hey Rosetta!
- The High Dials
- High and Driving
- The Hiss
- The Hold Steady
- The Holloways
- The Honorary Title
- The Housemartins
- Hot Club De Paris
- Hot Hot Heat
- The Hours
- The House of Love
- Howling Bells
- Hum
- Human Highway
- The Hundred in the Hands[5]
- Hurricane #1
- The Hush Sound
- Hymns

## I
- I Am Arrows
- Ida
- Ida Maria
- Idaho
- Idiot Pilot
- Idlewild
- I Love You But I've Chosen Darkness
- Immaculate Machine
- Infadels
- In-Flight Safety
- Innaway
- Inspiral Carpets
- Interpol
- Inviolet Row
- The Invisibles
- Iron & Wine[5]
- Iron On
- Imagine Dragons
- Islands
- Ivy

## J
- Jack's Mannequin
- Jaguar Love
- Jagwar Ma
- Jale[2]
- Japandroids
- Jawbox[2]
- Jellyfish
- Jeniferever
- The Jesus Lizard[3]
- Jet
- Jets to Brazil
- Jimmy Eat World
- JJ72
- Joan of Arc
- Johnny Foreigner
- Johnossi
- Daniel Johnston
- The Jon Spencer Blues Explosion[2]
- Jonezetta
- The Joy Formidable
- Joy Zipper
- Joyce Manor
- Jukebox the Ghost
- Julien-K
- June of 44
- The Jungle Giants
- Jupiter One

## K
- Kabul Dreams
- Kasabian
- Kashmir (ban nhạc)
- Kaiser Chiefs
- KaitO
- Kakkmaddafakka
- Karate
- Karkwa
- Karnivool
- Katie Kim
- The Karl Hendricks Trio
- Keane
- Kent
- Kids in Glass Houses
- The Killers
- Killing Joke
- The Kills
- Kind of Like Spitting
- King Charles
- King Cobb Steelie
- Kings of Convenience
- Kings of Leon
- Kiss Kiss
- Klaxons
- Klimt 1918
- The Knux
- Kodaline
- The Kooks[4]
- Kubb
- Ben Kweller

## L
- La Dispute (ban nhạc)
- Ladyhawk
- Ladyhawke
- Land of Talk
- Mark Lanegan[5]
- Larrikin Love
- The La's
- Last Dinosaurs
- The Last Shadow Puppets
- The Late B.P. Helium
- The Law
- LCD Soundsystem[5]
- Sondre Lerche
- Les Savy Fav
- Letting Up Despite Great Faults
- Levitation
- Jenny Lewis[4]
- Liars
- The Libertines
- The Like
- Lilys
- Little Birdy
- Little Comets
- Little Joy
- The Little Killers
- Little Man Tate
- The Little Ones
- Local Natives
- London Grammar
- The Lonely Forest
- The Long Blondes
- Longview
- Longwave
- The Long Winters
- Look See Proof
- Los Bunkers
- Los Campesinos!
- Los Dynamite
- Los Hermanos
- Lotus Plaza
- Louis XIV
- Love as Laughter[3]
- Lovechild[3]
- Lovedrug
- LoveLikeFire
- The Lovely Bad Things
- The Lovely Feathers
- The Lovely Sparrows
- Low
- Low Water
- Luna
- The Luyas
- Lydia
- Kids of 88
- Lykke Li

## M

### Ma–Mg
- MFÖ
- Mae
- M83
- The Maccabees
- Macha[3]
- Madsen
- The Mae Shi
- MagellanMusic
- The Magic Numbers
- Magneta Lane
- The Magnetic Fields
- Major Maker
- The Make-Up[2]
- Making April
- Malajube
- Pyotr Mamonov
- Manchester Orchestra
- Man Man
- Eleni Mandell
- Mando Diao
- Dan Mangan
- Aimee Mann
- Mansun
- Maps
- Maps & Atlases
- Margot and the Nuclear So and So's
- Marine Research
- Maritime
- The Mark Inside
- Laura Marling
- The Mars Volta
- Mates of State
- Matmos
- Matt and Kim
- Matt Pond PA
- Maxïmo Park
- Erin McKeown
- Mclusky
- Mean Red Spiders
- Meg & Dia
- Memphis
- Javiera Mena
- Meneguar
- Menomena
- The Mercury Program
- Mercury Rev[2]
- Mesh-29
- Metavari
- Metric
- Metronomy
- The Metros
- Meursault
- Mew
- MewithoutYou
- MGMT
- Ms Mr
- Motorama

### Mh–Mm
- Ingrid Michaelson
- The Microphones
- Midlake
- Midnight Choir
- Midnight Juggernauts
- The Midway State
- Amy Millan
- Milburn
- Milton and the Devils Party
- Mineral
- Miniature Tigers
- Minkus
- The Mint
- Minus The Bear
- The Minus 5
- Miou Miou
- The Miracle Workers
- Mirah
- Mission of Burma
- Lisa Mitchell

### Mn–Mz
- The Moaners
- Model A
- Modest Mouse[2]
- Mogwai
- The Moldy Peaches
- Moneen
- Monopoli
- The Moog
- Moonbabies
- Thurston Moore[5]
- Moose
- The Mooseheart Faith Stellar Groove Band
- Moped[3]
- Moptop
- The Morning Benders
- Morningwood
- Morning Parade
- Morning Runner
- Morrissey
- Motel Motel
- Mother Mother
- Morphine
- Mortimer Nova
- Motion City Soundtrack[7]
- Motocade
- Bob Mould[5]
- Mount Eerie[5]
- The Mountain Goats
- Moving Mountains
- Moving Units
- Mr Hudson & The Library
- múm
- Mumford & Sons
- Mumm-Ra
- Murder by Death
- Alexi Murdoch
- Mutemath
- My American Heart
- Mya Rose
- My Brightest Diamond
- My Dad Is Dead
- My Federation
- My Morning Jacket
- The Myriad
- Myslovitz
- Mystery Jets

## N
- Nada Surf
- Natalie Portman's Shaved Head
- The Naked and Famous
- The Nation of Ulysses[2]
- The National
- The Neighbourhood
- The Nein
- Neon Horse
- Neon Indian
- Neon Neon
- The Nerves
- The Nervous Return
- Neva Dinova
- The New Electric Sound
- New Order
- The New Pornographers
- The New Year
- Never Shout Never
- New Young Pony Club[8]
- A.C. Newman
- The Night Marchers
- Nightmare Of You
- Nine Black Alps
- No Motiv
- Noah and the Whale
- Noah Gundersen
- The Noisettes
- A Northern Chorus
- The Notwist
- Nova Social
- The Novembers
- Novillero
- Now It's Overhead
- Now, Now
- Nude
- Number Girl
- Number One Cup[3]
- Nunatak
- Nat & Alex Wolff

## O
- Oasis
- Oberhofer
- Ocean Colour Scene
- Of Monsters and Men
- of Montreal
- Office
- Ogre You Asshole
- Ok Go[5]
- OK Sweetheart
- Okkervil River[4]
- The Olivia Tremor Control
- Tara Jane O'Neil[5]
- One for the Team
- One Night Only
- Operahouse
- Oranger
- The Others
- Owls
- Oxford Collapse
- The Oxfam Glamour Models

## P

### Pa–Pm
- P:ano
- P.K. 14
- pacificUV
- The Paddingtons
- Page France
- The Pains of Being Pure at Heart
- Pale Saints
- Panda Bear
- Passion Pit
- Pato Fu
- Pandemonaeon
- Papercuts
- The Paper Hearts
- Paper Lions
- The Parlotones
- The Pastels[3]
- Paulson
- Pavement[2]
- Pearl Jam
- Pedro the Lion
- Jack Peñate
- People in Planes
- The Perishers
- The Pernice Brothers
- Peter Bjorn and John
- Liz Phair[2]
- Phantom Planet
- Phantogram
- Grant Lee Phillips
- Phoenix
- Phofo
- Piano Magic
- Piebald
- The Pigeon Detectives
- The Pillows
- Pilot Speed
- Pinback
- The Pink Spiders
- Pixies
- Los Planetas
- Plants and Animals
- Joel Plaskett
- Plastilina Mosh

### Pn–Pz
- Pocket Symphonies
- Poets of the Fall
- Robert Pollard[5]
- Polvo
- Pomplamoose
- Pony Up
- The Polyphonic Spree
- Pony Pony Run Run
- The Ponys
- The Popguns
- Portastatic[2]
- Portugal. The Man
- The Posies
- Robert Post
- The Postal Service
- Powerspace
- Power Pirate
- Pram
- Pretty Girls (ban nhạc)
- Pretty Girls Make Graves
- Primal Scream
- The Primitives
- Prolapse
- The Promise Ring
- Protein
- The Protomen
- Prototypes
- Matt Pryor
- Psapp
- Pull Tiger Tail
- Pulp
- Punchline
- Purity Ring
- Pussy Galore[2]
- Josh Pyke

## Q
- Quasi[2]

## R
- R.E.M.
- Rachel's[2]
- The Raconteurs
- Rademacher
- Radio 4
- Radioactive Sago Project
- The Radio Dept.
- Rainbow Arabia
- Railroad Jerk
- Rainer Maria
- Raining Pleasure
- Raised By Swans
- The Rakes
- Lee Ranaldo[5]
- Randevyn
- The Rapture
- Ra Ra Riot
- The Rascals
- Ratatat
- The Raveonettes
- Razorlight
- Real Estate
- The Real Tuesday Weld
- Red House Painters
- The Red Paintings
- Red Stars Theory
- The Redwalls
- Red Sparowes
- Fionn Regan
- The Reigning Sound
- Ike Reilly
- Reindeer Section
- Corrina Repp
- The Republic Tigers
- The Reputation
- Reverend and the Makers
- Rheostatics
- Damien Rice
- The Rifles
- Right Away, Great Captain
- Rilo Kiley[5]
- Ringside
- Ringo Deathstarr
- Rio en Medio
- Sam Roberts
- The Robot Ate Me
- Rocket from the Crypt[2]
- The Rocket Summer[5]
- A Rocket to the Moon
- Rodan[2]
- Rodrigo Y Gabriela
- Rogue Wave
- Rollerskate Skinny
- Rooney
- The Rosebuds
- Lukas Rossi
- Royal City
- The Royal Concept
- Royal Trux[2]
- The Rumble Strips
- Russian Circles
- The Russian Futurists
- Russian Red

## S

### Sa–Sg
- Sad Day for Puppets
- Said the Whale
- Saint Motel
- Sajama Cut
- Sakanaction
- Salem Hill
- The Salteens
- San Cisco
- Saosin
- Sarge[2]
- Saucy Monky
- Saves the Day
- Say Anything
- Say Hi
- Scanners
- Scarling.
- School of Seven Bells
- Scrawl[3]
- Sea Wolf
- The Sea and Cake
- The Sea Urchins
- Sebadoh[2]
- Secret Machines
- Seigmen
- Sally Seltmann
- Seneca Hawk
- The Sequins
- Serena-Maneesh
- The Servants
- Servotron

### Sh–Sm
- She and Him
- She Wants Revenge[9]
- Shed Seven
- Shellac
- Sherwood
- Davetta Sherwood
- The Shins[5]
- Shiny Toy Guns
- Shipping News
- Shitdisco
- The Shondes
- Shonen Knife
- The Shot Heard 'Round the World
- Shotty
- Shout Out Louds
- Shout Out Out Out Out
- Shudder to Think
- Guy Sigsworth
- Sigur Rós
- Silent Old Mtns
- Silkworm[3]
- Silver Jews[2]
- Silversun Pickups
- Simple Kid
- Chris Singleton
- The Six Parts Seven
- Sky Larkin
- Skydiggers
- Sleater-Kinney[2]
- Sleigh Bells
- Slint[2]
- The Slip
- Sloan
- Slowdive
- Small Factory[3]
- Elliott Smith
- The Smiths
- Smog[2]
- Smoosh
- Smudge
- The Smugglers

### Sn–Sr
- Snow Patrol
- The Softies
- So Shush
- Sodagreen
- Soltero
- Someone Still Loves You Boris Yeltsin
- Sonic Youth[2]
- Sons and Daughters
- Soul-Junk
- South
- The Sounds
- Sound Team
- Space
- Spacemen 3
- Sparklehorse
- Spearmint
- Spector (ban nhạc)
- Regina Spektor
- The Spinanes[2]
- The Spinto Band
- Spiritualized
- Splendora
- Spoon[5]

### Ss–Sz
- Standard Fare[5]
- Stars
- Starflyer 59
- Starfucker
- Starlight Mints
- Starsailor
- The Static Jacks
- Steadman
- Steel Pole Bath Tub[3]
- Stellastarr
- Steriogram
- Stereo Total
- Stereolab[4]
- Stereophonics
- Marnie Stern
- Sufjan Stevens
- David Ray Stephens
- The Stills
- The Stone Roses
- Stornoway
- The Strapping Fieldhands[2]
- Straylight Run
- The Strokes[5]
- Stuck in the Sound
- The Submarines
- Subrosa (ban nhạc)
- Subtle
- The Subways
- Suit of Lights
- Sunday Jones
- The Sundays
- Sunday's Best
- Sun Kil Moon
- Sunny Day Real Estate[3]
- Sunset Rubdown
- Sunset Valley
- The Sunshine Fix
- The Sunshine Underground
- Super Furry Animals
- Superchunk[2]
- Superdrag
- Supergrass
- Superphones
- Surfer Blood
- Surferosa
- Swervedriver
- Swimclub
- Swim Deep
- Swirlies[3]
- Swiss Lips
- Syrup16g

## T

### Ta–Tm
- The Tallest Man on Earth
- Tame Impala
- Tahiti 80
- Taken By Cars
- Tally Hall
- Talkdemonic
- Tammany Hall NYC
- Tangiers
- Tapes 'n Tapes
- Tav Falco's Panther Burns
- Maria Taylor
- Ted Leo and the Pharmacists
- Teenage Fanclub
- Tegan and Sara[5]
- Telekinesis
- The Tender Box
- Telenovela Star
- The Temper Trap
- Tender Trap
- Terminal
- Test Icicles
- Thee Oh Sees
- Thao with the Get Down Stay Down
- That Dog
- theaudience
- The Thermals
- These Are Powers
- These Arms Are Snakes
- They Shoot Horses, Don't They?
- They Might Be Giants[5]
- Thinking Fellers Union Local 282[3]
- This Day and Age
- This Mortal Coil
- This Will Destroy You
- This Providence
- Those Dancing Days
- Three Mile Pilot
- The Thrills
- Thriving Ivory
- Throwing Muses
- Throw Me the Statue
- Thrush Hermit[2]
- Thunderbirds Are Now!
- Thursday
- Tickle Me Pink
- Tiger Trap[2]
- Tilly and the Wall
- Timber Timbre
- The Ting Tings
- The Tiny
- Tim & Jean
- Tiny Vipers
- Titus Andronicus

### Tn–Tz
- Toad the Wet Sprocket
- Shugo Tokumaru
- Tokyo Police Club
- Tokyo Rose
- Tomte
- Torres
- Tortoise
- Tullycraft
- Trans Am[3]
- Travis
- Treepeople[3]
- Trembling Blue Stars
- Trespassers William
- Tsarina
- Tsunami[2]
- Corin Tucker[5]
- Turn
- TV on the Radio[4]
- The Twilight Sad
- Twilight Singers
- Twisted Wheel
- Two Door Cinema Club
- Two Hours Traffic
- Twothirtyeight

## U
- Ugly Casanova
- Uh Huh Her
- The Unicorns
- Unkle Bob
- Unrest[2]
- Unsane[3]

## V
- The Vaccines
- Vampire Weekend
- John Vanderslice
- Chad VanGaalen[5]
- The Vaselines
- Velocity Girl[2]
- The Velvet Teen
- Versus[3]
- The Verve
- The Very Hush Hush
- Veto
- VHS or Beta
- The View
- Kurt Vile
- The Violet Lights
- The Virgins
- Viva Voce
- Vivian Girls
- The Von Bondies
- The Vox Jaguars
- Voxtrot

## W
- Walk off the Earth
- Walk the Moon
- The Walkabouts[5]
- The Walkmen
- M. Ward
- Jeremy Warmsley
- Warpaint
- Washed Out
- Patrick Watson
- The Wave Pictures
- Wavves
- We Are Scientists
- We Are Wolves
- We Know, Plato!
- The Weakerthans
- The Wedding Present
- Ween[3]
- Weezer
- We Were Promised Jetpacks
- Wet Confetti
- What Made Milwaukee Famous
- Wheat[3]
- White Flight
- White Hills[5]
- White Lies
- White Rabbits
- The White Stripes[2]
- The Whitest Boy Alive
- WHY?
- Wilco
- Wild Flag
- Wild Nothing
- Windmill
- Winter Gloves
- WinterKids
- Wintersleep
- Denison Witmer
- Wolf Gang
- Wolf Parade
- The Wombats
- The Woodentops
- Woods
- Hawksley Workman
- The Wrens
- WU LYF
- Wye Oak

## X
- Xiu Xiu[5]
- The xx

## Y
- Yeah Yeah Yeahs[5]
- Yeti
- Yo La Tengo[2]
- You me at six
- You Say Party
- Young Knives
- Young Rival
- Young The Giant
- The Young Veins
- Youngblood Hawke
- Youth Group
- Yuck
- Yukon Blonde
- Yves Klein Blue

## Z
- Zeeshan Zaidi
- The Zutons